# Akamas (Sohn des Antenor)
Akamas (altgriechisch Ἀκάμας Akámas) ist in der griechischen Mythologie der Anführer der mit den Troern verbündeten Dardaner im Trojanischen Krieg.
In Homers Ilias ist er der Sohn des Antenor und der Theano, der Priesterin der Athene in Troja. Er ist neben seinem Bruder Archilochos einer der tapfersten Kämpfer der Trojaner und zeichnet sich mit seinem Bruder und Aineias im Kampf gegen die griechische Schiffsmauer aus. Als sein Bruder von Aias getötet wird, rächt er sich, indem er Promachos tötet, woraufhin er selbst von Meriones getötet wird. Bei Quintus von Smyrna fällt er durch die Hand des Philoktetes.